# Calanasan
Calanasan (Bayan ng Calanasan) är en kommun i Filippinerna. Kommunen ligger på ön Luzon, och tillhör provinsen Apayao. Folkmängden uppgår till 12 604 invånare år 2015.

## Barangayer
Calanasan är indelat i 16 barangayer.
| - Butao - Cadaclan - Langnao - Lubong - Naguilian - Namaltugan - Poblacion - Sabangan | - Santa Filomena - Tubongan - Tanglagan - Tubang - Don Roque Ablan Sr. - Eleazar - Eva Puzon - Kabugawan |